# Heartbreaker (Mariah Carey-dal)
A Heartbreaker Mariah Carey amerikai popénekesnő első kislemeze kilencedik, Rainbow című albumáról. A dalt Carey és Jay-Z írták; Jay-Z rappel a dalban. A Heartbreaker az Attack of the Name Game című Stacy Lattisaw-számon alapul, amit Jeff Cohen, Narada Michael Walden, Shirley Elliston és Lincoln Chase írtak (az Attack of the Name Game részletet használ fel az Elliston és Chase által szerzett The Name Game-ből). A dal 1999 augusztusában jelent meg, és számos országban a slágerlista Top 10-ébe került; az USA-ban listavezető lett.

## Felvételek
Carey eredetileg a Heartbreakert és a később Rainbow címen megjelentetett album több dalát készülő, All That Glitters munkacímű filmje filmzenéjének írta (a film később Glitter címen készült el 2001-re). A film az 1980-as években játszódik, és Carey, valamint a társproducer, DJ Clue szándékosan retro hatásúra készítették a dalt. Mikor a film készítését elhalasztották, Carey úgy döntött, az elkészült dalokat egy új stúdióalbumhoz használja fel. A Heartbreakert átdolgozta modernebb hangzásúra, és felkérte Jay-Z-t, hogy rappeljen benne. Jay-Z javasolta, hogy a dalt minél hamarabb jelentessék meg kislemezen. Carey azt mondta: „Igaz. Ezt minél hamarabb meg kell jelentetnem. Ez egy nyári felvétel.”
A Heartbreaker volt az egyik első dal, amit előadója hamarabb mutatott be az interneten, mint hogy elküldte volna a rádióknak. A Heartbreakert 1999. augusztus 16-án a megjelenése utáni első tizenkét órában kizárólag a WindowsMedia.com oldalon lehetett meghallgatni, és hivatalosan csak másnap kapták meg a rádiók. Ezután a dal augusztus 20-áig meghallgatható volt a Microsoft-oldalon; az e-Media jelentése szerint ezalatt az idő alatt 375 000-en hallgatták meg.

## Fogadtatása
A Heartbreaker listavezető lett a Billboard Hot 100-on, ezzel Carey lett az egyetlen előadó, akinek az 1990-es évek minden évében volt listavezető száma (ez a következő évben is folytatódott a Thank God I Found You-val, majd 2001-ben tört meg). A dal két hetet töltött a listavezető helyen, 1999. október 3-ától október 16-áig. A TLC Unpretty című számát szorította le az első helyről, a Heartbreakert pedig Santana és Rob Thomas Smooth című száma váltotta listavezetőként. A Heartbreakernek a listán töltött második hetén Carey megdöntötte a korábban a The Beatles által tartott rekordot azzal, hogy számai összesen 60 hetet töltöttek a lista első helyén (a Beatlesnek 1964 és 1970 közt összesen 59 hétig voltak listavezetők a számai).
A kislemez annak köszönhette sikerét, hogy nemcsak sok példány kelt el belőle, hanem a rádiók is gyakran adták; a rádiós játszásokon alapuló Hot 100 Airplay listán ez lett Carey legsikeresebb száma az 1996-os Always Be My Baby óta. A Heartbreaker vezette az eladási adatokon alapuló Hot 100 Single Sales listát is, és az énekesnő karrierje során ebből a kislemezből kelt el a legtöbb a megjelenését követő első héten (271 000 példány). A dal húsz hétig maradt a Billboard Hot 100-on, és aranylemez minősítést kapott a RIAA-tól.
A kislemez sikerének jogosságát az USA-ban megkérdőjelezték, mivel egyes üzletekben szokatlanul alacsony áron, 49 centért árulták.
A Heartbreaker az USA-n kívül is nagy sláger lett, vezette a kanadai, új-zélandi, spanyol és Fülöp-szigeteki slágerlistát is. A legtöbb országban, például Ausztráliában és Németországban a Top 10-be került, utóbbi országban ezen a dalon kívül Careynek csak három száma került a Top 10-be. Az Egyesült Királyságban 2003-ig ez volt Carey utolsó olyan Top 5 kislemeze, amin nem más előadókkal működött közre. A dalt, videóklipjét és a remix videóklipjét gyakran játszották világszerte.

## Videóklip
A dal videóklipje, melyet Brett Ratner rendezett, Carey eddigi legdrágább klipje. A MTV egy 2000-ben készült műsorában elhangzott, hogy a becslések alapján a Heartbreaker minden idők harmadik legtöbbe kerülő videóklipje (Puff Daddy Victory, valamint Michael Jackson és Janet Jackson Scream című klipje után; több mint 2,5 millió dollárba került. A klip elején Carey a barátaival autóban érkezik egy mozi elé, ahová – a barátok elmondása alapján – az énekesnő barátja (őt Jerry O’Connell alakítja) elvitte a nőt, akivel megcsalja (ő Carey alteregója, Bianca; szintén az énekesnő játssza). Carey a mozi előcsarnokában táncol, majd bemennek megnézni a filmet; mikor Bianca kimegy a mosdóba, Mariah követi, itt szünet áll be a dalban, amíg verekednek. Később az énekesnő visszamegy a vetítőterembe, és italt önt meglepett képet vágó barátja ölébe.
Amikor a videóklipet forgatták, Jay-Z-nek éppen szerződése volt az Epic Recordsszal, melyben kikötötték, hogy egy ideig nem szerepelhet más videóklipekben, mint amit velük készít, így ő nem jelenhetett meg a Heartbreakerben; amíg az általa előadott rap hallatszik, a filmet mutatják, amit Mariah és barátnői néznek a klipben; ez egy animációs film, melyben az énekesnő és barátnői rajzfilmfigurái szerepelnek. Miután Jay-Z szerződése lejárt, kiadták a klip egy új változatát, melyben egy jelenetben ő is szerepel; ezt a jelenetet a Scarface című film fürdőkád-jelenete ihlette. A klipben egyébként más filmes utalások is vannak: az animált rész párnacsatáját a Grease ihlette, a mosdóban történt verekedést az Enter the Dragon.

## Remixek
A Rainbow albumon is szereplő Heartbreaker (Remix) Carey egyik leghíresebb remixe. A dal szerkezete megmaradt, de az énekesnő újra felvette a vokálokat, és egy másik dalból használt fel hozzá részletet: Snoop Dogg Ain’t No Fun (If The Homies Can’t Have None) című számából, ami pedig Lyn Collins Think (About It)-jéből használ fel egy részletet. A remix producerei Carey, Duro és DJ Clue. Rappel benne Da Brat és Missy Elliott. A remixhez fekete-fehér klip készült, melyet Diane Martel rendezett; Mariah ebben is verekedik Biancával, valamint bikiniben görkorcsolyázik és Snoop Dogg autóját mossa. Snoop Dogg, Missy Elliot, Da Brat, Nate Dogg és DJ Clue is szerepelnek a klipben.
Carey és Junior Vasquez gyorsabb tempójú remixeket is készítettek a dalhoz, ezekben az If You Should Ever Be Lonely című dalból használnak fel részleteket. A Glitter című filmről adott legkorábbi nyilatkozataiban Carey azt mondta, a filmzenealbumon szerepelni fog a Heartbreaker még egy remixe, erre azonban nem került sor. Ehelyett a VH1 2000 Divas Live műsorban, melyet Diana Ross tiszteletére rendeztek, előadta a Heartbreaker és Ross 1976-os Love Hangover című számának egyvelegét; ez később a Can’t Take That Away kislemezre került fel bónuszdalként.

### Hivatalos remixek, verziók listája
- Heartbreaker (No Rap version)
- Heartbreaker (Pop Version)
- Heartbreaker (Remix feat. Da Brat & Missy Elliott)
- Heartbreaker / If You Should Ever Be Lonely (Junior’s [Heartbreaker] Club Mix)
- Heartbreaker / If You Should Ever Be Lonely (Junior’s Club Dub)
- Heartbreaker / If You Should Ever Be Lonely (Junior’s [Heartbreaker] Hard Mix)
- Love Hangover / Heartbreaker

## Változatok
| Slágerlista (1999)                             | Legmagasabb helyezés |
| ---------------------------------------------- | -------------------- |
| USA Billboard Hot 100                          | 1                    |
| USA Billboard Hot R&B/Hip-Hop Singles & Tracks | 1                    |
| USA Billboard Hot Dance Music/Club Play        | 2                    |
| USA Billboard Top 40 Tracks                    | 16                   |
| USA Billboard Mainstream Top 40                | 21                   |
| USA Billboard Rhythmic Top 40                  | 3                    |
| USA ARC Weekly Top 40                          | 1                    |
| Nemzetközi egyesített slágerlista              | 2                    |
| Ausztrál ARIA kislemezlista                    | 10                   |
| Brazil kislemezlista                           | 5                    |

| Slágerlista (1999)             | Legmagasabb helyezés |
| ------------------------------ | -------------------- |
| Brit kislemezlista             | 5                    |
| Francia Top 100 kislemez       | 4                    |
| Holland Top 100 kislemez       | 7                    |
| Japán Oricon kislemezlista     | 37                   |
| Kanadai kislemezlista          | 1                    |
| Német kislemezlista            | 9                    |
| Norvég Top 20 kislemez         | 14                   |
| Olasz kislemezlista            | 8                    |
| Spanyol Top 20 kislemez        | 1                    |
| Svájci Top 100 kislemez        | 7                    |
| Svéd Top 60 kislemez           | 18                   |
| Új-zélandi RIANZ kislemezlista | 1                    |

| Slágerlista (1999)                             | Legmagasabb helyezés |
| ---------------------------------------------- | -------------------- |
| USA Billboard Hot 100                          | 1                    |
| USA Billboard Hot R&B/Hip-Hop Singles & Tracks | 1                    |
| USA Billboard Hot Dance Music/Club Play        | 2                    |
| USA Billboard Top 40 Tracks                    | 16                   |
| USA Billboard Mainstream Top 40                | 21                   |
| USA Billboard Rhythmic Top 40                  | 3                    |
| USA ARC Weekly Top 40                          | 1                    |
| Nemzetközi egyesített slágerlista              | 2                    |
| Ausztrál ARIA kislemezlista                    | 10                   |
| Brazil kislemezlista                           | 5                    |

| Slágerlista (1999)             | Legmagasabb helyezés |
| ------------------------------ | -------------------- |
| Brit kislemezlista             | 5                    |
| Francia Top 100 kislemez       | 4                    |
| Holland Top 100 kislemez       | 7                    |
| Japán Oricon kislemezlista     | 37                   |
| Kanadai kislemezlista          | 1                    |
| Német kislemezlista            | 9                    |
| Norvég Top 20 kislemez         | 14                   |
| Olasz kislemezlista            | 8                    |
| Spanyol Top 20 kislemez        | 1                    |
| Svájci Top 100 kislemez        | 7                    |
| Svéd Top 60 kislemez           | 18                   |
| Új-zélandi RIANZ kislemezlista | 1                    |